# 야식증
야식증후군(夜食症候群, 영어: night eating syndrome, NES) 또는 단순히 야식증(夜食症)은 밤에 밤참을 많에 먹게 되는 일종의 증후군이다. 한국인의 10%는 야식 증후군에 시달린다고 한다. 그래서 야식증은 밤참병, 야식 증후군이라고 가리킨다.
야식증후군은 음식 섭취의 일주기 패턴이 지연되는 것을 특징으로 하는 섭식 장애이다. 폭식 장애에는 어느 정도의 동반이환이 있지만 밤에 섭취하는 음식의 양이 반드시 객관적으로 많은 것은 아니며 음식 섭취에 대한 통제력 상실이 요구되지 않는다는 점에서 폭식과 다르다. 이것은 1955년 알버트 스턴카드(Albert Stunkard)에 의해 처음 기술되었으며 현재 DSM-5의 다른 지정된 섭식 또는 섭식 장애 범주에 포함되어 있다. 연구 진단 기준이 제안되었으며 저녁 과식증(저녁 식사 후 총 일일 칼로리의 25% 이상 소비) 및 야간 각성 및 주당 2회 이상의 음식 섭취를 포함한다. 환자는 사건수면 관련 섭식 장애(SRED)와 구별하기 위해 야식에 대한 인식이 있어야 한다. 5가지 관련 증상 중 3가지도 있어야 한다: 아침에 식욕 부진, 밤에 먹고 싶은 충동, 밤에 다시 잠들기 위해 먹어야 한다는 믿음, 우울한 기분 및 수면 장애.
야식증후군은 남성과 여성 모두에게 영향을 미치며 일반 인구의 1~2%, 비만 개인의 약 10%에 영향을 미친다. 발병 연령은 일반적으로 초기 성인기(10대 후반에서 20대 후반까지)이며 종종 오래 지속되며 어린이는 야식증을 거의 보고하지 않는다. 야식증을 가진 사람들은 우울증과 낮은 자존감에 대해 더 높은 점수를 받는 것으로 나타났으며, 멜라토닌과 렙틴 호르몬의 야간 수치가 감소한다는 것이 입증되었다. 야식증과 사건수면 SRED 사이의 관계는 추가 설명이 필요하다. 이것들을 별개의 질병으로 보아야 하는지 아니면 연속체의 일부로 보아야 하는지에 대한 논쟁이 있다. 세로토닌을 함유한 음식을 섭취하는 것이 야식증 치료에 도움이 된다고 이야기되었지만, 다른 연구에 따르면 식단 자체로는 뇌의 세로토닌 수치를 눈에 띄게 올릴 수 없다. 일부 식품(예: 바나나)에는 세로토닌이 포함되어 있지만 뇌 세로토닌 수치에 영향을 미치지 않으며 다양한 식품에는 트립토판이 포함되어 있지만 뇌 세로토닌 수치에 영향을 미치는 정도는 과학적으로 더 탐구해야 결론을 내릴 수 있다. 칠면조와 같은 고단백 식품이 뇌의 트립토판과 세로토닌을 증가시킨다는 대중 문화의 일반적인 생각은 불행히도 잘못된 것이다.

## 같이 보기
- 비만
- 장내세균
  - 비만세균
- 오메가-6 지방산
- 거식증